# Quartiere Matteotti

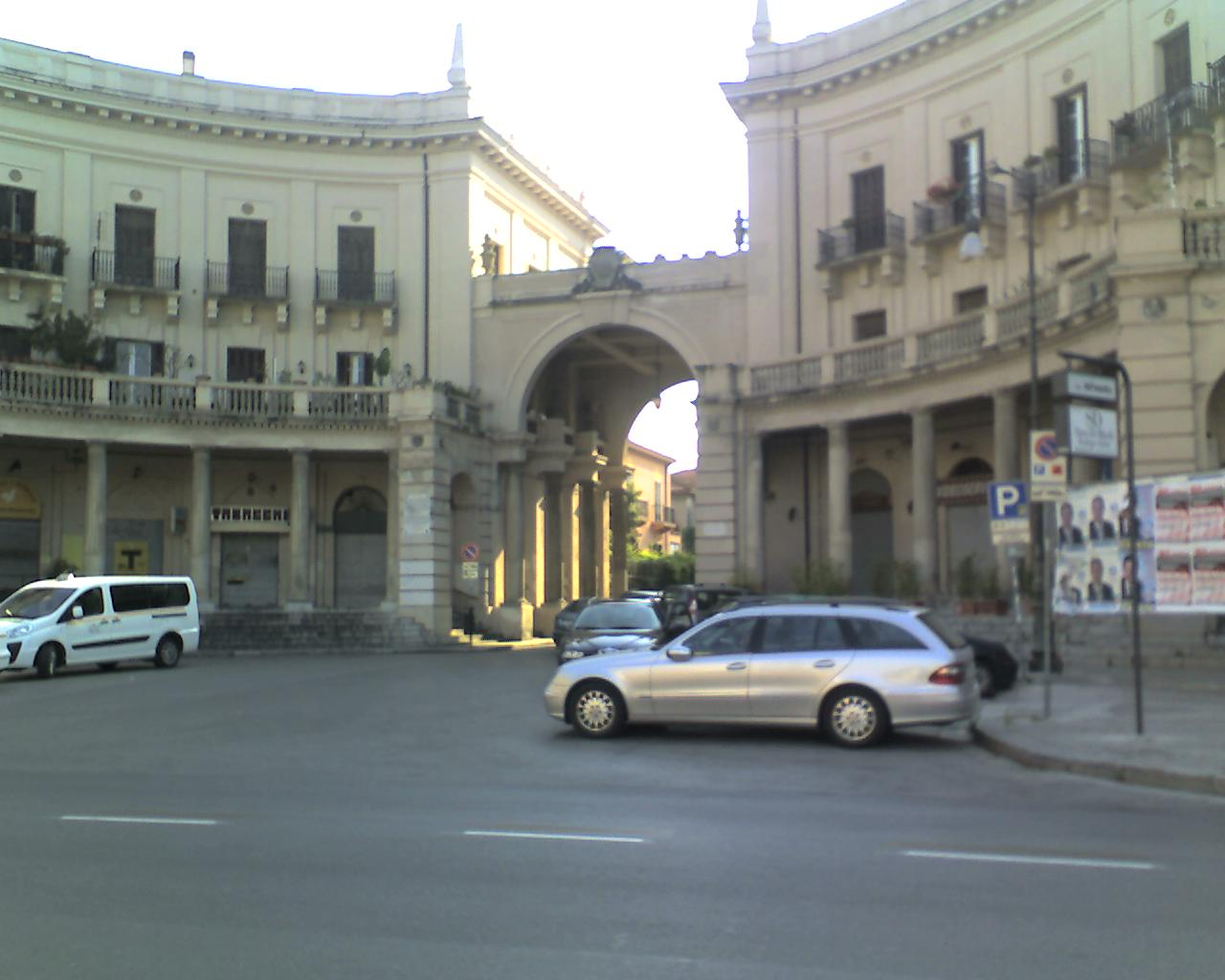
Ingresso monumentale al quartiere Matteotti

Il quartiere Matteotti (ex Littorio) è una zona di Palermo, compresa tra viale della Libertà ad est, vicolo Pandolfini e via Bainsizza a nord, via Giorgio Boris Giuliano a ovest, e via Principe di Paternò a sud.

## Storia
Il quartiere venne creato per dare uno sfogo a Nord alla città di Palermo. I terreni, di proprietà del comune, erano abbastanza lontani dal centro storico, alla fine di via Libertà. La famiglia Monroy li acquistò nel 1929. L'area era di circa 54.000 mq, abbastanza pianeggiante e libera da costruzioni. Progettato nel 1927 da Giovan Battista Santangelo e Luigi Epifanio che si ispirarono al concetto di città giardino. I lavori che iniziarono quasi immediatamente ed il quartiere venne inaugurato il 28 ottobre del 1931 con il nome di Quartiere Littorio..

## Struttura
Dei complessivi 54.000 mq, quasi 18.000 vennero destinati a strade e marciapiedi. Le caratteristiche del quartiere e delle strutture e la sua posizione lo resero subito un quartiere ambito, e non assunse mai le caratteristiche dell'edilizia popolare. Questo quartiere voleva servire da esempio stilistico da utilizzare per la costruzione di tutta l'area circostante, ma ciò non avvenne. L'intero complesso è costituito da 32 palazzine a 3 elevazioni circondate da giardino. Vi troviamo 11 differenti tipologie stilistiche di abitazione. La circolazione stradale è assicurata dall'alternanza di ampi viali alberati e piccole strade che non seguono un indirizzo retto, ma curvano in maniera apparentemente casuale. Il lato che si affaccia su via Libertà è più curato dal punto di vista decorativo, e sempre qui è presente, in corrispondenza di via Pasubio, un'ampia porta monumentale che funge da ingresso al quartiere.

## Gli edifici
Si contano 32 palazzine di piccole dimensioni, ognuna divisa in 4 abitazioni monofamiliari che dispongono tutte di veranda o di logge. Tra gli stili costruttivi troviamo lo stile liberty ed il neobarocco, ma allontanandosi da via Libertà gli stili vengono semplificati maggiormente. Vi è anche una scuola elementare (D.D.S. "Nicolò Garzilli") e una chiesa, la parrocchia di Santa Maria Regina Pacis, progettata dall'architetto Vincenzo Luparello.